# Koliko anđela može plesati na glavici pribadače?
"Koliko anđela može plesati na glavici pribadače?" pitanje je koje se mnogo puta rabilo za odbacivanje posebice srednjovjekovne angelologije, ali i skolastike uopće. Fraza se također rabila u kritiziranju likova poput Dunsa Škota i Tome Akvinskoga. Druga inačica pitanja glasi: "Koliko anđela može sjediti na glavici pribadače?" U modernoj uporabi ovo pitanje također služi kao metafora za gubljenje vremena u debatiranju o temama koje nemaju nikakvu praktičnu vrijednost.

## Porijeklo
Da su određeni čuveni srednjovjekovni učenjaci razmatrali ovakva pitanja sasvim je jasno. Summa Theologica Akvinskoga, napisana o. 1270. godine, uključuje raspravu o nekoliko pitanja koja se odnose na anđele kao što su "može li se nekoliko anđela nalaziti na istom mjestu?" Ideja o tome da su takva pitanja imala istaknuto mjesto u srednjovjekovnom nauku predmet je debate. Jedna teorija tvrdi da se radi o ranonovovjekovnoj fabrikaciji koja se rabila za diskreditiranje skolastičke filozofije u vremenu dok je ona još uvijek imala značajnu ulogu u sveučilišnom obrazovanju. James Franklin naznačio je ovo kao znanstveni problem, te spominje da se može pronaći jedna referencija u Religiji protestanata Williama Chillingwortha iz 17. stoljeća u kojoj on optužuje neimenovane skolastike za debatiranje o tome "može li milijun anđela ne stati na iglin vršak?" To je ranije od jedne referencije iz Istinskog intelektualnog sustava svemira Ralpha Cudwortha iz 1678. godine. H. S. Lang, autor Aristotelove Fizike i njezinih srednjovjekovnih inačica (1992.), kaže (str. 284.):
"Pitanje o tome koliko anđela može plesati na vršku igle, ili glavici pribadače, često se pripisuje 'kasnosrednjovjekovnim piscima' ... Činjenica je zapravo da to pitanje nije nikad pronađeno u tom obliku".
Ranonovovjekovna inačica u engleskom (obično se radi o igli prije nego o pribadači) može se najranije pronaći kod Richarda Baxtera. U svojem traktatu Razlozi kršćanske religije iz 1667. godine Baxter razmatra mišljenja o materijalnosti anđela od starih vremena zaključujući:
A Schibler s ostalima označava da je razlika u opsegu takva da anđeli mogu zbiti svoju čitavu supstanciju u jedan dio prostora, pa stoga nemaju partes extra partes. Nasuprot tomu skolastici su propitkivali koliko anđela može stati na vršak igle?".
— Richard Baxter
Filozof George MacDonald Ross identificirao je blisku paralelu u jednom mističnom tekstu iz 14. stoljeća nazvanom Swester Katrei. Ostale mogućnosti odnose se na to da se radi o preživjeloj parodiji ili samoparodiji, ili temi za vježbanje u debatiranju.

## Predloženi odgovori
Dorothy L. Sayers raspravlja o tome da je ovo pitanje "jednostavna debatna vježba" i da je odgovor koji je "obično presuđen ispravnim" bio iskazan tako da su "anđeli čista inteligencija, nematerijalna, no ograničena, tako da zauzimaju mjesto u prostoru, ali bez ekstenzije." Sayers uspoređuje ovo pitanje s onim koji propituje koliko se čovječjih misli može koncentrirati na pojedinačnoj pribadači u isto vrijeme. Ona zaključuje da se beskonačnost anđela može smjestiti na glavicu pribadače jer na njoj ne zauzimaju nikakav prostor:

Praktična je lekcija koja se može izvući iz ovog argumenta ta da se riječi poput "ovdje" ne rabe na labav, neznanstveni način bez da se specificira da li mislite "smješten ovdje" ili "zauzima prostor ovdje."

Strip Saturday Morning Breakfast Cereal na ovo pitanje odgovora na temelju fizike, tj. između jednog i 30 vigintilijuna anđela.

## Preporučena literatura
- Franklin, J., "Heads of Pins" u: Australian Mathematical Society Gazette, sv. 20, br. 4, 1993.
- Howard, Philip (1983), Words Fail Me, sažetak korespondencije u The Timesu o ovoj temi
- Kennedy, D. J., "Thomism", u: Catholic Encyclopedia
- Koetsier, T. & Bergmans, L. (ur.), Mathematics and the Divine: a historical study, pogl. 14. autorice Edith Sylle (pregled)

## Vanjske poveznice
- "Did medieval scholars argue over how many angels could dance on the head of a pin?"  Arhivirana inačica izvorne stranice od 15. svibnja 2008. (Wayback Machine) – članak u The Straight Dopeu.
- "Quantum Gravity Treatment of the Angel Density Problem" Andersa Sandberga, moderni pokušaj znanstvenog objašnjenja.